# 大森祥子
大森祥子（おおもり しょうこ）は、日本の作詞家、ネイリスト。

## 来歴
東洋英和女学院大学卒業。越智静香のデビュー曲、「ONE MILEの片想い（1990年4月25日発売）」で作詞家としてデビュー。以降、J-POPからアニメソングまで、幅広く作詞活動を展開している。
作詞家の他に、2004年より、ネイリストとしての活動を開始。また、アロマテラピーにも造詣が深く、日本アロマ環境協会の公認アドバイザーのライセンスを所持している。

## 主な作品

### テレビアニメ
- 魔法のステージ ファンシーララ
  - La La La 〜くちびるに願いをこめて〜
- デジモンシリーズ
  - デジモンアドベンチャー・デジモンアドベンチャー02
    -  brave heart

  - デジモンテイマーズ
    - EVO

  - デジモンフロンティア
    - With The Will
    - 遥かな贈りもの

  - デジモンゴーストゲーム
    - First Riders
- おジャ魔女どれみ
  - おジャ魔女カーニバル!!
  - きっと明日は
- ゆめりあ
  - 24時間あいしてる
  - precious treasure
- けいおん!
  - Cagayake!GIRLS
  - Happy!? Sorry!!
  - Don't say "lazy"
  - Sweet Bitter Beauty Song
  - 「けいおん!」イメージソング全曲の作詞を担当
- けいおん!!
  - GO! GO! MANIAC
  - Genius…!?
  - Listen!!
  - Our MAGIC
  - Utauyo!!MIRACLE
  - キラキラDays
  - NO,Thank You!
  - Girls in Wonderland
  - 放課後ティータイムII収録曲「放課後ティータイム」
  - 「けいおん!!」イメージソング全曲の作詞を担当
- ねぎぼうずのあさたろう
  - 参上!ぴゅるっとあさたろう
  - 星の彼方へ
  - 風の歌、星の歌、私の歌
- ちゅーぶら!!
  - Choose Bright!!
- はなまる幼稚園
  - ハートの法則
  - Yes,We Can!!
  - せかいでいちばん
- kiss×sis
  - Our Steady Boy
  - ふたり
- お兄ちゃんのことなんかぜんぜん好きじゃないんだからねっ!!
  - Taste of Paradise
- まよチキ!
  - Be Starters!
- へうげもの
  - KIZUNA
- パパのいうことを聞きなさい!
  - Happy Girl
- フォトカノ
  - 恋するレンズ
- ダイヤのA
  - Seek Diamonds
- プリキュアシリーズ
  - Go!プリンセスプリキュア
    - Miracle Go!プリンセスプリキュア
    - 赤のコンチェルト
    - Royal Fairy Courage
    - つよく、やさしく、美しく。
    - Dreamin' Broomin'

  - キラキラ☆プリキュアアラモード
    - SHINE!! キラキラ☆プリキュアアラモード
    - キラキラ☆スイート☆マドモアゼル
    - Lu La La☆Lumière

  - HUGっと!プリキュア
    - Go! Go! GO分咲き女の子

  - スター☆トゥインクルプリキュア
    - コズミック☆ミステリー☆ガール
    - ドキドキ☆La・La・Lun TOUR
    - Prism Rainbow Heart

  - ヒーリングっど♥プリキュア
    - Good Good ハ〜イ!!

  - トロピカル〜ジュ!プリキュア
    - Viva! Spark!トロピカル〜ジュ！プリキュア/トロピカる部Ver./withトロピカる部
    - My Story

  - ひろがるスカイ!プリキュア
    - Dear Shine Sky[2]

  - キミとアイドルプリキュア♪
    - Trio Dreams
    - キミとルララ
- どちゃもん じゅにあ
  - らちゅるら どちゃもん じゅにあ!!

ほか

### 劇場版アニメ
- 映画けいおん!
  - いちばんいっぱい
  - Unmei♪wa♪Endless!
  - Singing!
- 映画 Go!プリンセスプリキュア Go!Go!!豪華3本立て!!!
  - Sharin' Miracle
  - Happy Happening♪
- 映画 スター☆トゥインクルプリキュア 星のうたに想いをこめて
  - Twinkle Stars

### ゲーム
- アイドルマスター シンデレラガールズ
  - Next Chapter
- 学園アイドルマスター
  - Wonder Scale

### テレビドラマ
- ギャルサーサウンドトラック
  - All Right All Night
  - Do Did Done Shu Bi Dan　vap

ほか

### 歌手
- 植村花菜
  - melody
- 小片リサ
  - EP『どっち』収録曲「Oh, Sunny Days!」
  - シングル『映画の趣味が合うだけ/ちいさな世界』収録曲「裸の“Mew”」
- 小関舞
  - 涙のTomorrow
  - シングル『涙のTomorrow/Yes! 晴れ予報』収録曲「メインキャスト」
- OCHA NORMA
  - ちはやぶる
- カレッジ・コスモス
  - 夢は意地悪
- 斉藤由貴
  - アルバム『何もかも変わるとしても』収録曲「永遠のひと」
- Juice=Juice
  - 泣いていいよ
  - Future Smile
  - 全部賭けてGO!!
  - 四の五の言わず颯(さっ)と別れてあげた
- 竹内朱莉
  - 愛だろ、やっぱ!
- つばきファクトリー
  - 春恋歌
  - シークレットサマー
- パク・ヨンハ
  - アルバム『LOVE』収録曲「Holiday」
- 譜久村聖
  - アニバーサリーはいらない
- RAG FAIR
  - アルバム『I RAG YOU』収録曲「青空」
- 宮本佳林
  - Lonely Bus
  - シングル『バンビーナ・バンビーノ/Lonely Bus』収録曲「Beautiful Song」
- ロージークロニクル
  - ウブとズル
- となりの坂田。
  - アルバム『キミに伝えたいこと』

収録曲 ｢純粋リバース〜Hell or Heaven〜｣
ほか

### 声優
- 川澄綾子・能登麻美子
  - Scoop!/7 days after
- 加藤英美里
  - アルバム「vivid」収録曲「アイカナデテ」「日曜日」「Blanket」
- 喜多村英梨
  - Happy Girl
- ゆいかおり
  - Our Song
- 三森すずこ
  - せいいっぱい、つたえたい!
- 小倉唯
  - Honey♥Come!!
  - 白く咲く花
  - Dramatic! [3]
  - Lovely Happily Shiny Days[4]
- Uncle Bomb
  - SODEに捌けるにはまだ早い
  - Keep on Roaring
- 吉野裕行
  - JUMP JAM JUMP
  - Resisting
- TrySail
  - Re Bon Voyage
- 雨宮天
  - Next Dimension

ほか

### 天才てれびくん
- ささやきの天使（2010年）
- ギャラクシー刑事（2011年、寺田創一との共同作詞）
- Bound, Go Ahead!（2012年）
- ダークマター（2013年、寺田創一との共同作詞）

### おかあさんといっしょ
- ゴロプポジャカジャカ!（2012年10月、作曲：小杉保夫）